# Horisme symmetrozona
Horisme symmetrozona är en fjärilsart som beskrevs av Louis Beethoven Prout 1923. Horisme symmetrozona ingår i släktet Horisme och familjen mätare. Inga underarter finns listade i Catalogue of Life.